# Abraham Hondius
Abraham Danielszoon Hondius, o de Hondt (Rotterdam, 1625 o ca.1631 – Londra, 17 settembre 1691), è stato un pittore, disegnatore e incisore olandese del secolo d'oro, attivo anche in Inghilterra e specializzato in pittura di animali.

## Biografia

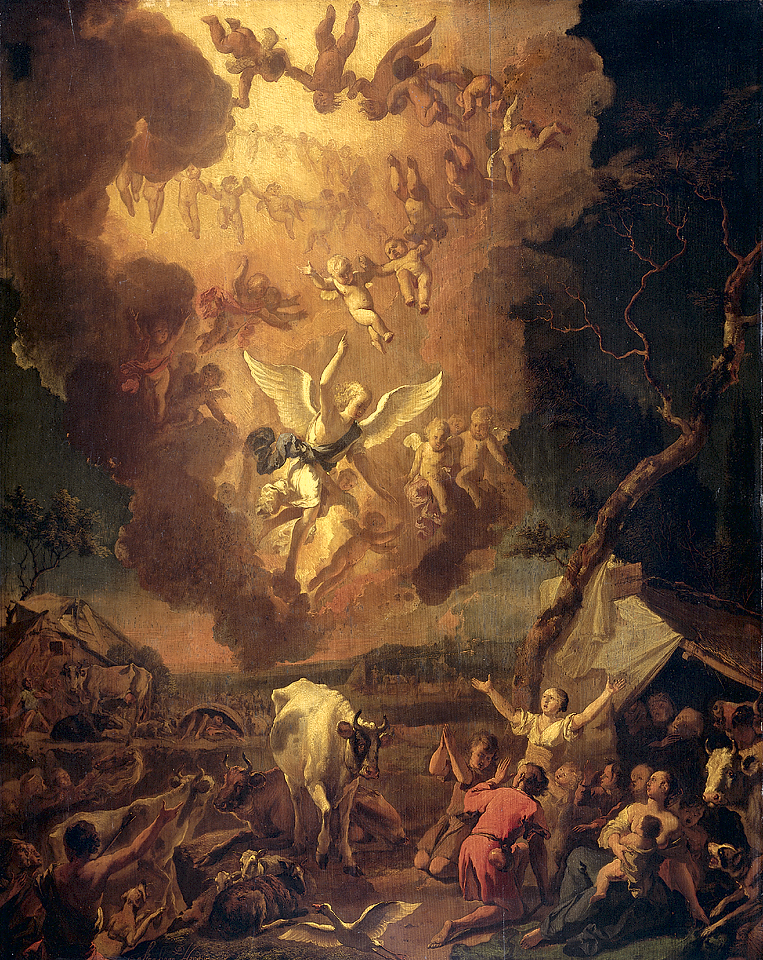
L'annunciazione ai pastori (1663)

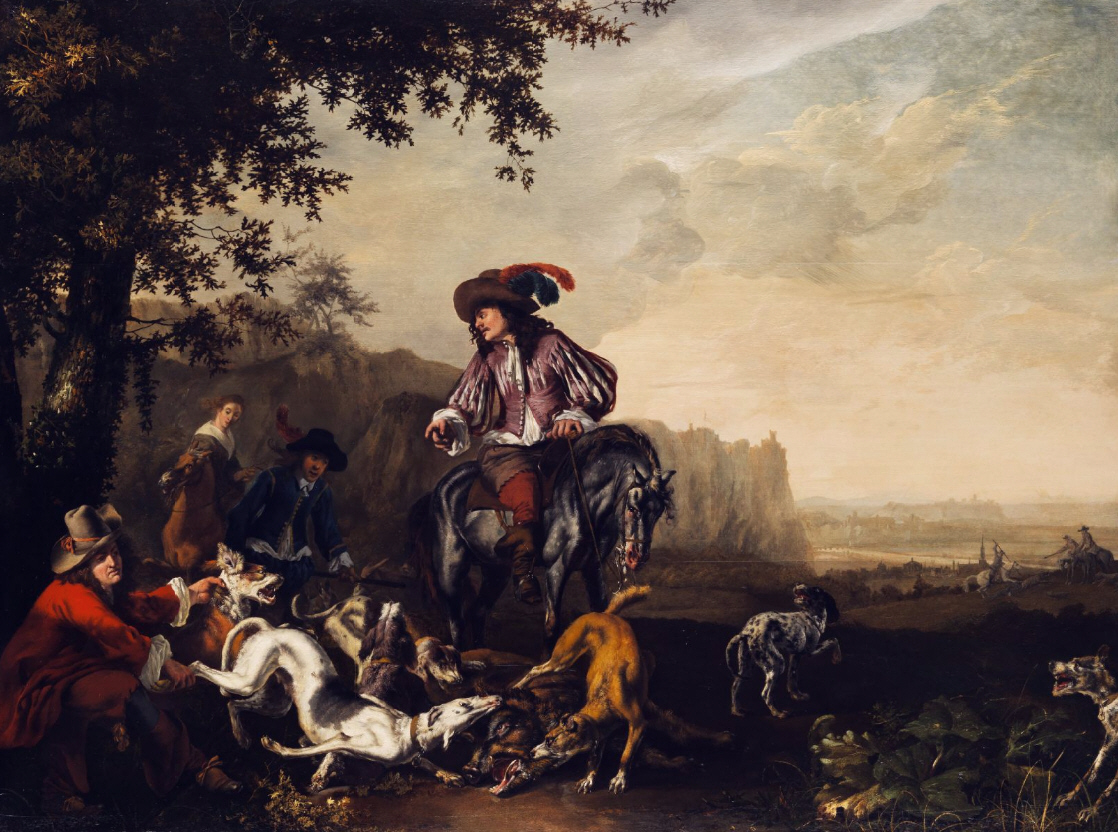
Gentiluomo a cavallo con cacciatori mentre esamina le prede

Figlio di Daniel Abrahamszoon, marmista di Rotterdam, non aveva legami di parentela con famiglie dello stesso nome di Amsterdam e dell'Aia. La sua data di nascita è incerta: fu proposto anche il 1638, identificando Hondius con Abraham, figlio di Isaak Mertens, battezzato a Rotterdam il 9 gennaio 1639, ma quest'ipotesi è dubbia per l'esistenza di due scene di caccia da lui dipinte e datate 1651.
Secondo Walpole, invece, egli era forse nipote di Jodocus Hondius e figlio di Hendrik Hondius, mentre Bryan non cita alcuna parentela con questa famiglia di artisti.
Probabilmente studiò pittura presso Pieter de Bloot e Cornelis Saftleven. Le sue prime opere, infatti, risentono dell'influenza di quest'ultimo pittore, che operò a Rotterdam dal 1637. Inoltre esistono parallelismi tra le sue prime opere e quelle di Ludolf de Jongh, allievo del Saftleven, tanto da confondere i dipinti dell'uno con quelli dell'altro.
Il 20 aprile 1653 Hondius sposò Geertruyd Willems van der Eyck.
Lavorò a Rotterdam fino al 1659, poi si trasferì ad Amsterdam, dove rimase fino al 1666 circa, anno in cui si recò a Londra, dove morì nel 1691 o, secondo Walpole, nel 1695 di gotta.
Col tempo Hondius fece proprie varie influenze stilistiche del periodo, integrandole nelle sue opere, ma, secondo il Grove Dictionary of Art, senza mai arrivare a uno stile personale. Si dedicò soprattutto alla pittura di animali: più di due terzi delle sue opere rappresentano scene di caccia, combattimenti tra animali e studi di animali, che, secondo Bryan eseguiva in modo magistrale, in particolare i cani. Queste sono caratterizzate del gesto vigoroso dell'artista e mostrano l'influenza di pittori fiamminghi quali Jan Fyt e Frans Snyders.
Hondius eseguì inoltre paesaggi, pitture di genere, dipinti di soggetto religioso o mitologico come il Piramo e Tisbe e nature morte.
Incise anche alcune tavole rappresentanti cacce al cinghiale e ad altri animali.
Collaborò con Pieter Borsseler. Le sue opere furono riprodotte per incisione da Pierre Chenu.
Fu suo allievo Pieter Cornelis Verhoek.

## Opere
- Sportivo offre un rinfresco all'esterno di una locanda italiana dopo la caccia, olio su pannello, 87 x 107,3 cm, firmato, 1651[8]
- L'annunciazione ai pastori, olio su pannello, 79 × 64 cm, 1663, Rijksmuseum, Amsterdam[9]
- L'adorazione dei pastori, olio su pannello, 79 × 63,5 cm, 1663, Rijksmuseum, Amsterdam[10]
- Caccia al cinghiale, olio su pannello, 35,5 × 41 cm, Fundação Cultural Ema Gordon Klabin, San Paolo[11]
- Caccia al cinghiale, olio su tela, 242 x 298 cm, firmato e datato Abraham Hondius °A.o (...) 674 (in basso a sinistra)[12]
- Caccia al cervo, olio su tela, 109,2 x 155,3 cm, 1675 c., Norwich Castle Museum & Art Gallery, Norwich[13]
- Avventura in Artide, olio su tela, 55,4 x 84,7 cm, 1677 c., Fitzwilliam Museum, Cambridge[14]
- Caccia al cervo, olio su tela, 63,5 × 76 cm, firmato, Rijksmuseum, Amsterdam[15]
- Piramo e Tisbe, olio su tela, Museo Boijmans Van Beuningen, Rotterdam[16]
- Gentiluomo a cavallo con cacciatori mentre esamina le prede, olio su pannello, 91 x 122 cm[17]
- Mercurio e Argo, olio su tela, 99 x 126 cm, firmato, collezione privata[18]
- Esteso paesaggio con cacciatori presso una fonte e sportivo che spara, olio su pannello, 91,7 x 124,7 cm[19]